# حكومة إثيوبيا

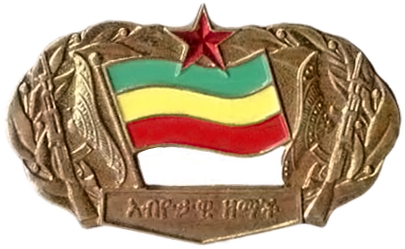
صوره لعلم إثيوبيا في قطعة معدنية

إن حكومة إثيوبيا منظمة في إطار جمهورية برلمانية اتحادية، حيث يكون رئيس الوزراء هو رئيس الحكومة. تمارس السلطة التنفيذية من قبل الحكومة. يتم اختيار رئيس الوزراء من قبل البرلمان. تناط السلطة التشريعية الاتحادية في كل من الحكومة وغرفتي البرلمان. القضاء مستقل إلى حد ما عن السلطة التنفيذية والتشريعية. إنها محكومة بموجب دستور إثيوبيا لعام 1995. هناك برلمان من غرفتين يتكون من مجلس الاتحاد المكون من 108 مقاعد ومجلس النواب المكون من 547 مقعدًا. مجلس الاتحاد لديه أعضاء تختارهم مجالس الولايات للعمل لمدة خمس سنوات، بينما يتم انتخاب مجلس النواب عن طريق الانتخاب المباشر، الذي ينتخب بدوره الرئيس لمدة ست سنوات.

## السلطة التشريعية
تتكون الجمعية البرلمانية الاتحادية من غرفتين: مجلس نواب الشعب مع 547 عضوًا، يتم انتخابهم لمدة خمس سنوات في الدوائر ذات المقعد الواحد؛ ومجلس الاتحاد مع 110 أعضاء، واحد لكل جنسية، وممثل إضافي لكل مليون من سكانها، تحدده المجالس الإقليمية، والتي قد تنتخبهم بنفسها أو من خلال الانتخابات الشعبية.

## الفرع القضائي
تتم تزكية رئيس ونائب رئيس المحكمة الاتحادية العليا من قبل رئيس الوزراء ويعيّنهما مجلس نواب الشعب؛ بالنسبة للقضاة الاتحاديين الآخرين، يقدم رئيس الوزراء المرشحين الذين اختارهم مجلس إدارة القضاء الاتحادي إلى مجلس نواب الشعب للتعيين. وفي مايو 2007، تلقت المحاكم الاتحادية الإثيوبية جوائز «التكنولوجيا في الحكومة في إفريقيا» التي تقدمها اللجنة الاقتصادية لأفريقيا والمركز الكندي لموارد السياسة الإلكترونية.
فيما يتعلق بالمهنة القانونية، ومع وجود منظمات مثل نقابة المحامين الإثيوبيين ونقابة المحاميات الإثيوبيات، لا توجد إشارة واضحة إلى كيفية نجاح مجموعات ديموغرافية، مثل النساء، في المجال القانوني.

## السلطة التنفيذية
| المكتب       | الاسم       | الحزب        | منذ            |
| ------------ | ----------- | ------------ | -------------- |
| الرئيسة      | سهلورق زودي |              | 24 أكتوبر 2018 |
| رئيس الوزراء | آبي أحمد    | حزب الازدهار | 27 أبريل 2018  |

يتم انتخاب الرئيس من قبل مجلس نواب الشعب لمدة ست سنوات. يتم تعيين رئيس الوزراء من قبل الحزب في السلطة بعد الانتخابات التشريعية. يتألف مجلس الوزراء، وفقًا لدستور عام 1995، من رئيس الوزراء، ونائب رئيس الوزراء، ومختلف الوزراء والأعضاء الآخرين حسبما يحدده ويوافق عليه مجلس النواب. يضم هؤلاء الوزراء في الوقت الحالي وزارة الخارجية، ووزارة الزراعة والتنمية الريفية، ووزارة الموارد المائية، ووزارة الصحة، ووزارة البيئة.

## التقسيمات الإدارية
تنقسم إثيوبيا إلى تسع ولايات إقليمية عرقية لغوية ومدينتين مستأجرتين. الدول هي: عفر؛ أمهرة، بني شنقول / جوماز؛ جامبيلا؛ هراري؛ أوروميا. المنطقة الصومالية؛ منطقة الأمم الجنوبية والقوميات والشعوب، تيغري. المدن المستأجرة هي أديس أبابا، عاصمة البلاد، ودير داوا.

## روابط خارجية
- البوابة الرسمية للحكومة الإثيوبية
- برلمان إثيوبيا
- حكومة إثيوبيا على مشروع الدليل المفتوح